# João Braz de Aviz
João Braz de Aviz (ur. 24 kwietnia 1947 w Mafra) – brazylijski duchowny rzymskokatolicki, doktor nauk teologicznych specjalizujący się w dziedzinie teologii dogmatycznej, biskup pomocniczy Vitórii w latach 1994–1998, biskup diecezjalny Ponta Grossa w latach 1998–2002, arcybiskup metropolita Maringá w latach 2002–2004, arcybiskup metropolita Brasílii w latach 2004–2011, prefekt Dykasterii ds. Instytutów Życia Konsekrowanego i Stowarzyszeń Życia Apostolskiego (do 2022 Kongregacji ds. Instytutów Życia Konsekrowanego i Stowarzyszeń Życia Apostolskiego) w latach 2011–2025, kardynał od 2012 (najpierw w stopniu diakona, w 2022 promowany do stopnia prezbitera).

## Życiorys
Święceń kapłańskich udzielił mu 26 listopada 1972 biskup Apucarana, Romeu Alberti. Inkardynowany do tejże diecezji, był m.in. rektorem seminariów w Apucarana (1984-1985) oraz Londrinie (1986-1988). W latach 1989–1992 doktoryzował się na Papieskim Uniwersytecie Laterańskim, zaś w latach 1992–1994 był profesorem seminarium w Londrinie.
6 kwietnia 1994 został mianowany biskupem pomocniczym archidiecezji Vitória, ze stolicą tytularną Flenucleta. Sakry biskupiej udzielił mu biskup Domingos Gabriel Wisniewski. 12 sierpnia 1998 został mianowany biskupem diecezji Ponta Grossa, w stanie Parana.
17 lipca 2002 został prekonizowany biskupem archidiecezji Maringá. 28 stycznia 2004 papież Jan Paweł II mianował go arcybiskupem stolicy - Brasílii.
4 stycznia 2011 decyzją papieża Benedykta XVI zastąpił kard. Franca Rodé na stanowisku prefekta Kongregacji ds. Instytutów Życia Konsekrowanego i Stowarzyszeń Życia Apostolskiego. 6 stycznia 2012 ogłoszona została jego kreacja kardynalska, której papież Benedykt XVI dokonał oficjalnie na konsystorzu w dniu 18 lutego 2012.
Brał udział w konklawe 2013, które wybrało papieża Franciszka oraz w konklawe 2025, które wybrało papieża Leona XIV.
4 marca 2022 papież Franciszek promował go do rangi kardynała prezbitera z zachowaniem dotychczasowej diakonii na zasadzie pro hac vice.
7 września 2023 papież Franciszek mianował go członkiem Dykasterii ds. Kultu Bożego i Dyscypliny Sakramentów.
6 stycznia 2025 zakończył pełnienie urzędu prefekta Dykasterii ds. Instytutów Życia Konsekrowanego i Stowarzyszeń Życia Apostolskiego.